# Tipula (Acutipula) longispina
Tipula (Acutipula) longispina is een tweevleugelige uit de familie langpootmuggen (Tipulidae). De soort komt voor in het Oriëntaals gebied.